# Snow White and the Seven Dwarfs
Snow White and the Seven Dwarfs (conocida como Blanca Nieves y los siete enanos en Hispanoamérica  y Blancanieves y los siete enanitos en España) es el primer largometraje de animación producido por Walt Disney y el primero incluido en el canon de Clásicos de Walt Disney. Se estrenó el 21 de diciembre de 1937 en el Carthay Circle Theatre de Hollywood. La película es una adaptación del cuento de hadas homónimo que publicaron los hermanos Grimm en 1812, una historia profundamente arraigada en las tradiciones europeas.
Snow White and the Seven Dwarfs es considerada un hito en la historia de la animación, además de ser el primer largometraje animado que contribuyó a la era dorada de la animación estadounidense. En 1989, la película fue considerada «cultural, histórica y estéticamente significativa» por la Biblioteca del Congreso de Estados Unidos y seleccionada para su preservación en el National Film Registry. También forma parte de la lista AFI's 10 Top 10, liderando la categoría de animación.

## Argumento
Cada día la Reina Malvada (Lucille La Verne) le preguntaba al Espejo Mágico (Moroni Olsen): “Dime espejo una cosa, ¿Quién es en este reino la más hermosa?”, el Espejo siempre le respondía: “Tú mi Reina eres la más hermosa”. Un día la Reina Malvada le consultó a su Espejo, y este por primera vez le contestó: “Bellísima eres tú Majestad, pero ¡oh! Existe otra más bella, una criatura que aún vestida de harapos es más linda que una estrella, ni tú sobrepasas su hermosura”. La Reina Malvada enfurecida, preguntó de quién se trataba. El Espejo le respondió: “Cual carmín sus labios son, cabello negro de ébano y cual nieve su piel es”. La Reina se horrorizó, supo entonces que se trataba de su propia hijastra Blancanieves (Adriana Caselotti).
Aquel día, mientras Blancanieves cantaba junto al pozo, un Príncipe que pasaba por allí (Harry Stockwell), la escuchó. Cautivado por su melodiosa voz, saltó los muros del castillo y le declaró su amor. Entonces Blancanieves se enamoró del Príncipe.
La Reina los observó por una ventana y muerta de celos le ordenó a Humbert, el Cazador (Stuart Buchanan), que llevara a su hijastra Blancanieves al bosque y que allí la matara. Como prueba de que había cumplido la orden, tendría que traer su corazón dentro de un cofre.
Pero al verla tan noble y bella, el Cazador se apiada de la joven princesa Blancanieves y le confiesa las crueles intenciones de su malvada madrastra, la Reina, y le pide que se aleje tan lejos como pueda de su terrible furia.
Blancanieves corre lejos adentrándose en el bosque, donde asustada por las sombras y los ruidos extraños de la oscuridad cae rendida del miedo. Por la mañana se da cuenta de que varios animales del bosque la rodean, los cuales la ayudan a llegar hasta una hermosa casita en un claro del bosque y allí entra a descansar. Todo en aquella cabaña es pequeño y está muy sucio. Blancanieves, con ayuda de los animales del bosque, logra limpiar y embellecer el hogar. Luego, al subir las escaleras encuentra una habitación con siete camitas. Cansada, se echa sobre tres de ellas y se queda profundamente dormida.
Cuando llega la noche, los dueños de la casita regresan. Son siete enanitos que todos los días salen a trabajar en las minas de diamantes, muy lejos, en el corazón de las montañas. Los enanitos se asustan al ver todo impecable, y mayor es su sorpresa cuando descubren que alguien se encuentra durmiendo en sus camas.
“¡Oh! Es una niña, y es muy bonita” exclaman sorprendidos al ver a Blancanieves. Blancanieves despierta, y al ver a los enanos se asusta, pero enseguida entra en confianza al conocerlos y les cuenta su historia. 
Blancanieves les pide asilo para protegerse de su madrastra, y a cambio, ella se ocuparía de cocinar y de mantener el hogar limpio. Los enanitos acceden, y como bienvenida organizan una pequeña fiesta con música y baile para Blancanieves.
Mientras tanto en el castillo, la Reina Malvada le pregunta al Espejo Mágico quién es la más hermosa, y este le responde: “Tras las siete colinas de Jade, tras la séptima cascada, en la cabaña de los siete enanos, vive Blancanieves, ella es la más bella”. La Reina Malvada le dice a su Espejo Mágico que su hijastra Blancanieves está enterrada en el bosque y que en su cofre está su corazón. El Espejo Mágico le revela que ese corazón le pertenece a un jabalí. La Reina Malvada entonces se da cuenta de la traición del Cazador y decide encargarse ella misma de Blancanieves. Baja a las mazmorras donde tiene una habitación para practicar las artes oscuras y se transforma en una anciana, fea y vieja bruja pordiosera, prepara una hermosa manzana roja y envenenada con un potente hechizo que hará caer a su hijastra Blancanieves en un sueño profundo como la muerte. El único antídoto es un beso de amor verdadero, pero no le da importancia, pues piensa que los siete enanitos la enterrarán al creerla muerta.
Los animales del bosque reconocen a la Reina Malvada disfrazada de la Vieja Bruja e intentan atacarla, sin éxito, ya que Blancanieves se los impide, refugiando a su propia malvada madrastra dentro de la cabaña. Al ver que no podrán salvarla, los animales corren para advertir a los siete enanos de que Blancanieves está en peligro y que la ha encontrado y descubierto su malvada madrastra, la Reina Malvada.
Blancanieves recibe la manzana como obsequio, y la Reina Malvada le hace creer que si muerde la manzana sus deseos se harán realidad.
Al morderla, Blancanieves cae muerta y su malvada madrastra ríe maliciosamente gritando que ahora ella es la más hermosa del reino. Tras salir de la casa, se desata una fuerte tormenta y los enanos llegan raudos y comienzan a perseguirla; ella comienza a correr hasta trepar un acantilado. Al llegar a la parte más alta, la Reina Malvada al verse acorralada comienza a empujar con una rama una gran roca para aplastar a los siete enanitos, pero cuando está a punto de lograrlo un relámpago cae sobre la rama originando un derrumbamiento de rocas que la hacen caer por el precipicio, para luego ser aplastada por la roca y morir.
De vuelta a casa, los siete enanitos no tienen valor para enterrar a Blancanieves, así que le construyen un féretro de cristal y la llevan a un claro del bosque para velarla eternamente. Entonces, el mismo Príncipe que Blancanieves conoció en el castillo y que la había estado buscando por todas partes, aparece, y al ver a Blancanieves igual de hermosa que cuando estaba viva le da un beso de amor verdadero como señal de despedida. Gracias a esto, Blancanieves despierta de su profundo sueño. El Príncipe, los animalitos y los siete enanitos festejan. Blancanieves se despide de cada uno de ellos, agradeciéndoles todo lo que habían hecho por ella. Finalmente, Blancanieves y el Príncipe se dirigen a su castillo preparados para vivir felices por siempre.

## Reparto

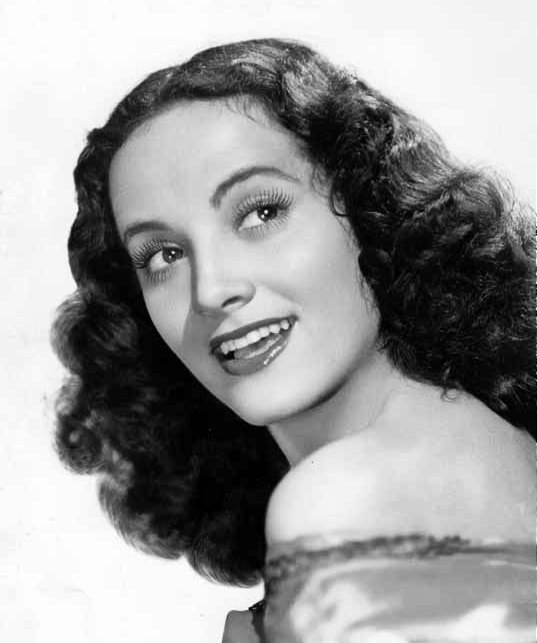
Adriana Caselotti es la voz de Blancanieves.

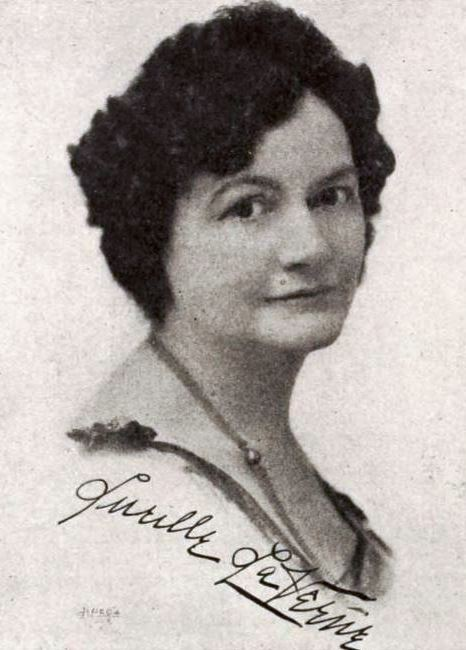
Lucille La Verne es la voz de la Reina Malvada.

### Actores de voz
- Adriana Caselotti como Blancanieves: Una dulce, inocente y joven princesa que se ve obligada a esconderse de su malvada madrastra en la cabaña de los siete enanitos. Es la más hermosa del reino y tiene la capacidad de comunicarse con los animales. Virginia Davis proporcionó voz adicional para Blancanieves. La bailarina Marge Champion sirvió de modelo para los movimientos del personaje.[6]
- Lucille La Verne como Reina Grimhilde / La Reina Malvada: La malvada y celosa madrastra de Blancanieves y una poderosa bruja que está obsesionada con ser la más hermosa del reino.
  - La Verne también participa como la Vieja Bruja: La forma de una anciana pordiosera que la Reina usa como disfraz para engañar a Blancanieves. Don Brodie sirvió como modelo para los movimientos del personaje.
- Roy Atwell como Doc (Sabio): El líder pomposo pero de buen corazón de los siete enanitos, que es propenso a tener malapropismo cuando habla.
- Pinto Colvig como Grumpy (Gruñón): El más testarudo e irritable de los siete enanitos, a quien inicialmente no le agrada Blancanieves pero que comienza a simpatizar con ella a medida que avanza la historia.
  - Colvig también participa como Sleepy (Dormilón): El más perezoso, somnoliento y relajado de los siete enanitos.
- Otis Harlan como Happy (Feliz): El siempre alegre y más optimista de los siete enanitos. Billy House sirvió como modelo para los movimientos del personaje.
- Scotty Mattraw como Bashful (Tímido): El más sentimental y tímido de los siete enanitos.
- Billy Gilbert como Sneezy (Estornudo/Mocoso): Uno de los siete enanitos, que sufre de la fiebre del Heno. Oliver Wallace sirvió de modelo para los movimientos del personaje.
- Eddie Collins como Dopey (Tontín/Mudito): El más torpe e infantil de los siete enanitos, que se comunica a través de sonidos y pantomimas en lugar de hablar. Collins también sirvió de modelo para los movimientos del personaje.
- Harry Stockwell como el Príncipe Florian: Un romántico joven que se enamora de Blancanieves y que luego la salva del hechizo con el primer beso del verdadero amor. Louis Hightower sirvió como modelo para los movimientos del personaje.
- Moroni Olsen como el Espejo Mágico: Un objeto místico que contiene a un demonio familiar de la Reina, la cual se entera gracias a él que Blancanieves se ha convertido en la más hermosa del reino.
- Stuart Buchanan como Humbert / El Cazador: El sirviente reacio de la Reina, a quien ella le da la orden de matar a Blancanieves.

Además, las voces adicionales incluyen a Marion Darlington, Jimmy MacDonald, George Magrill, Purv Pullen, Esther Campbell, Ruth Magden, Ruby Ray, Hal Rees, Toby Wing, Bill Thompson, June Foray y Mae Questel como los sonidos y cantos de los diversos animalitos del bosque que se comunican con Blancanieves, y a Clarence Nash y Jack Nill como los sonidos del cuervo de la Reina Malvada y de dos buitres que acechan a la Bruja, respectivamente. El Coro Hall Johnson, conformado por Hall Johnson, James Baskett, Nick Stewart y Jim Carmichael, participa como parte del coro final de la película.

## Doblaje
El primer doblaje en español fue dirigido por el chileno Lucio Villegas, la traducción y la adaptación de las canciones fue hecha por el escritor Rafael Elizalde MacClure, y fue realizado en Los Ángeles en 1938 y grabado en los Estudios Disney en California. Este doblaje fue muy criticado debido a que al ser el primer largometraje animado doblado al español, llevaba acentos mezclados y un uso incorrecto de tildes y acentos. En 1962, se lanzó un audio-cuento en discos de vinilo de la película realizado por Edmundo Santos y con la narración de la actriz y cantante mexicana Carmen Molina, para esto se utilizaron fragmentos del doblaje original de 1938. Para el año 1964 se grabo un redoblaje que fue dirigido por Edmundo Santos en los estudios Grabaciones y Doblajes S.A. en México. Contando con estrellas nacionales como la cantante soprano Lupita Pérez Arias como la Princesa Blancanieves, y el cantante tenor Jorge Lagunes como el Príncipe. En el año 2001, Disney realizó un segundo redoblaje y un doblaje para España, pues Lupita Pérez Arias (voz cantada de Blancanieves) interpuso una demanda ya que se le debían sus regalías.
| Personaje                                              | Actor de voz original (Estados Unidos) (1937) | Actor de doblaje (Estados Unidos) (1938)              | Actor de redoblaje (México) (1964)                       | Actor de redoblaje (México) (2001)                                      | Actor de doblaje (España) (2001)                         |
| ------------------------------------------------------ | --------------------------------------------- | ----------------------------------------------------- | -------------------------------------------------------- | ----------------------------------------------------------------------- | -------------------------------------------------------- |
| Blancanieves                                           | Adriana Caselotti                             | Thelma Boardman (diálogos) Diana Castillo (canciones) | Amparo Garrido (diálogos) Lupita Pérez Arias (canciones) | Maggie Vera (diálogos) Diana Santos (2 loops) Vikina Michel (canciones) | Mar Bordallo (diálogos) Yolanda De Las Heras (canciones) |
| Reina Grimhilde / La Reina Malvada                     | Lucille La Verne                              | Blanca de Castejón                                    | Rosario Muñoz Ledo                                       | Liza Willert                                                            | Lucía Esteban                                            |
| La Vieja Bruja                                         | Lucille La Verne                              | Cristina Montt                                        | Carmen Donna-Dío                                         | Rosanelda Aguirre                                                       | María Luisa Rubio                                        |
| Príncipe Florian                                       | Harry Stockwell                               | Jorge Katz                                            | Jorge Lapuente (diálogos) Jorge Lagunes (canciones)      | Mauricio Arróniz                                                        | Armando Pita                                             |
| Espejo Mágico                                          | Moroni Olsen                                  | Ralph Navarro                                         | Alberto Gavira                                           | Eduardo Borja                                                           | Paco Hernández                                           |
| Humbert / El Cazador                                   | Stuart Buchanan                               | Alberto Gandero                                       | Francisco Larrué                                         | Emilio Guerrero                                                         | Carlos Kaniowski                                         |
| Doc (Sabio en España)                                  | Roy Atwell                                    | Romualdo Tirado                                       | Juan Domingo Méndez                                      | Esteban Siller (diálogos) Moisés Palacios (canciones)                   | Joaquín Díaz                                             |
| Happy (Feliz en español)                               | Otis Harlan                                   | Vicente Padula                                        | Francisco Colmenero                                      | Alejandro Illescas                                                      | Eduardo Moreno                                           |
| Grumpy (Gruñón en español)                             | Pinto Colvig                                  | Lucio Villegas                                        | Rubens Medel                                             | Francisco Colmenero                                                     | Julio Núñez                                              |
| Sleepy (Dormilón en español)                           | Pinto Colvig                                  | Juan Carlos Godoy                                     | Salvador Carrasco                                        | César Arias                                                             | Ramón Reparaz                                            |
| Sneezy (Estornudo en Hispanoamérica, Mocoso en España) | Billy Gilbert                                 | Francisco Moreno                                      | Dagoberto De Cervantes                                   | Ricardo Hill (diálogos) Mario Hoyos (canciones)                         | Juan Perucho                                             |
| Bashful (Tímido en español)                            | Scotty Mattraw                                | Julio Abadía                                          | José Manuel Rosano                                       | Armando Réndiz (diálogos) Óscar Benavides (canciones)                   | Miguel Ángel Godó                                        |
| Dopey (Mudito en España, Tontín en Hispanoamérica)     | Eddie Collins                                 | N/A                                                   | N/A                                                      | N/A                                                                     | N/A                                                      |
| Narrador                                               | N/A                                           | N/A                                                   | Luis Manuel Pelayo                                       | Francisco Colmenero                                                     | José Luis Gil                                            |

- Doblaje de 1938 dirigido por Lucio Villegas en The Walt Disney Studios..
- Redoblaje de 1964 dirigido por Edmundo Santos en Grabaciones y Doblajes S.A..
- Redoblaje de 2001 dirigido por Moisés Palacios en Prime Dubb México S.A..
- Doblaje de 2001 a cargo de Alfredo Cemuda en los estudios Sintonía S.A..

## Banda sonora
El proyecto se conocía inicialmente con el nombre de «Feature Symphony», un largometraje basado en un concepto extendido de las Silly Symphonies en el que la música juega un papel importante. Nadie sabe exactamente cuándo se asoció la idea de este proyecto a la historia de Blancanieves, pero en el verano de 1934 el proyecto se concretiza. Bob Thomas cuenta la anécdota siguiente:

Una noche, los animadores vuelven al estudio después de una cena en un café al otro lado de la Avenida Hyperion. Walt los espera en un estado de excitación inusual y les pide que se le unan en el estudio de grabación. A la luz de una pequeña lámpara, narra la historia de Blancanieves, imitando cada escena, cada personaje (los enanos de uno en uno) durante dos horas, y al final les dice: "¡Será nuestro primer cuento!".

Grant corrobora estos hechos. Richard Holliss y Brian Sibley citan a Ken Anderson que tiene recuerdos más detallados: Walt Disney, después de ofrecer 65 centavos a sus colaboradores para que cenasen en el restaurante de enfrente, les explicó su proyecto cuando regresaron describiendo cada escena, interpretando él mismo a los personajes y tarareando las canciones, desde las 8 de la tarde hasta la medianoche. Esa noche, Walt Disney también estimó en $250.000 el presupuesto necesario para hacer la película.
Antes del fin de ese verano, se divulga el proyecto de una película de 90 minutos. La prensa considera que Disney se ha vuelto loco y comienza a utilizar el nombre de "locura de Disney" para describir la futura película. Según algunos «grandes magnates» de Hollywood, ningún espectador pasaría tanto tiempo delante de un dibujo animado «sin quedarse ciego» y todo el público se cansaría por las bromas que salpican en toda la película y dejarían la sala antes del final. Hal Thorne, director de operaciones de United Artists, distribuidor de los estudios Disney, le dijo a Walt que «dejasen decir cualquier cosa sobre la película mientras se hablase de la película».
Todas las letras de las canciones están escritas por Frank Churchill, Larry Morey y Leigh Harline; toda la música está compuesta por Paul J. Smith y Leigh Harline. La banda sonora de la película está formada por 8 canciones:
| N.º | Título en inglés                                  | Título en español      | Intérpretes                                                                                        |
| --- | ------------------------------------------------- | ---------------------- | -------------------------------------------------------------------------------------------------- |
| 1   | «I'm Wishing»                                     | «Deseo»                | Adriana Caselotti (Inglés) Yolanda de las Heras (Español, España)                                  |
| 2   | «One Song»                                        | «Canto»                | Harry Stockwell (Inglés) Armando Pita (Español, España)                                            |
| 3   | «With a Smile and a Song»                         | «Sonreír y Cantar»     | Adriana Caselotti (Inglés) Yolanda de las Heras (Español, España)                                  |
| 4   | «Whistle While You Work»                          | «Silbando al trabajar» | Adriana Caselotti (Inglés) Yolanda de las Heras (Español, España)                                  |
| 5   | «Heigh-Ho»                                        | «Hi-Ho»                | The Dwarfs Chorus (Roy Atwell, Pinto Colvig, Billy Gilbert, Otis Harlan & Scotty Mattraw) (Inglés) |
| 6   | «Bluddle-Uddle-Um-Dum (The Dwarf's Washing Song)» | «Brr, brr, brr»        | The Dwarfs Chorus                                                                                  |
| 7   | «The Silly Song (The Dwarf's Yodel Song)»         | «La Canción Tonta»     | The Dwarfs Chorus                                                                                  |
| 8   | «Someday My Prince Will Come»                     | «Mi príncipe vendrá»   | Adriana Caselotti (Inglés) Yolanda de las Heras (Español, España)                                  |

### La necesidad de hacer un largometraje

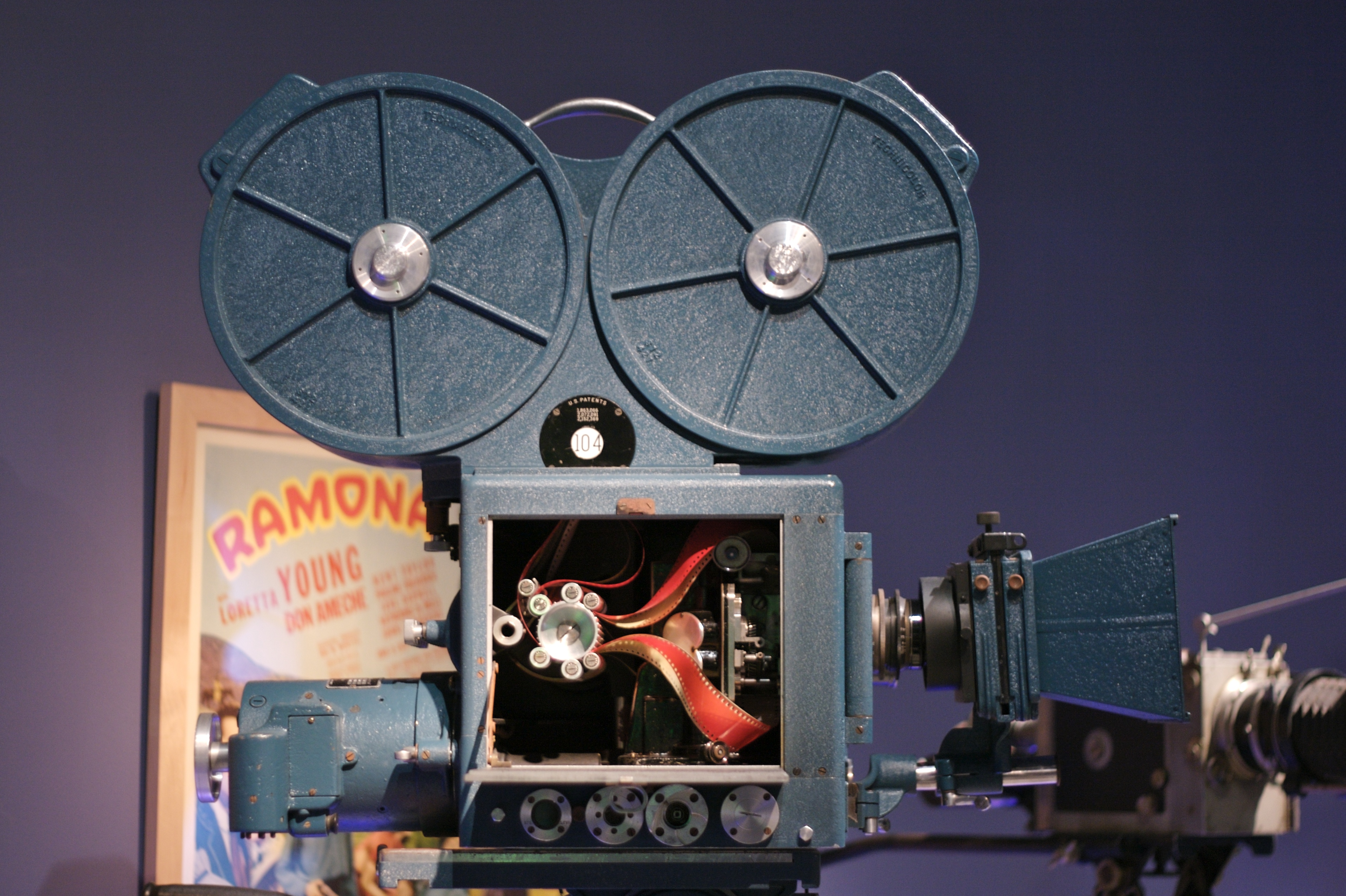
Cámara Technicolor de tres cintas de los años 1930. Esta técnica fue usada en Blancanieves y los siete enanitos convirtiéndolo en el primer largometraje animado en color de la historia del cine.

#### El guion

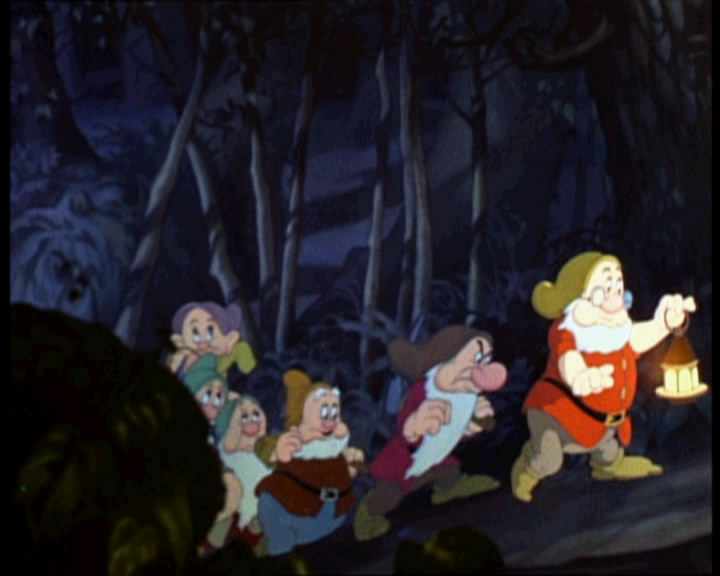
Los enanitos en el tráiler de la película (1937).

#### Un planteamiento del guion más pausado

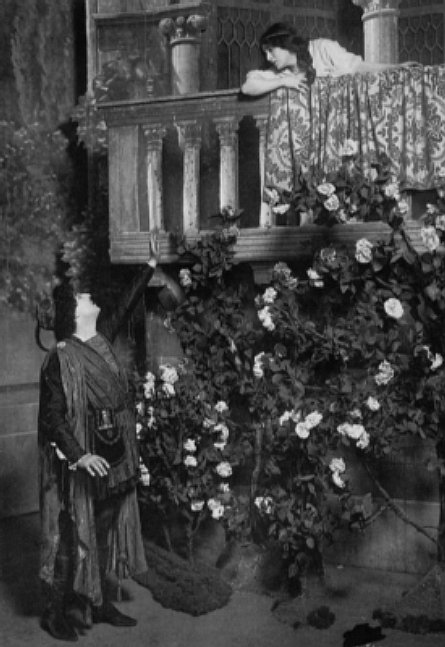
E.H. Sothern y Julia Marlowe en Romeo y Julieta.

## Orígenes y producción